# Éric Léandri
Pour les articles homonymes, voir Léandri.
Éric Léandri, né le 19 janvier 1972, est un ingénieur en télécommunication et dirigeant de la société de gestion de réputation Altrnativ. Il est notamment connu pour avoir co-fondé et présidé la société Qwant de 2016 à 2020, éditrice du  moteur de recherche Qwant.

## Biographie
Il naît à Ajaccio en 1972, et devient orphelin de mère à l'âge de deux ans.
Il obtient un diplôme d'ingénieur télécoms de l'Université de Derby au Royaume-Uni en 1993, après avoir étudié à Aix-en-Provence. Il travaille ensuite pour le groupe indien United Breweries de 1994 à 1997. En 1998, il revient à Paris et crée la société Mediacom, avant de devenir consultant en informatique. Il est notamment à l'origine de la dématérialisation de la Banque de France. De 2007 à 2008, il préside Trustmission puis Mobilegov.
Il est principalement connu pour avoir cofondé en 2011, avec Jean-Manuel Rozan et Patrick Constant, le moteur de recherche Qwant, basé sur le respect de la vie privée,. Depuis ses débuts, Qwant s'est développé et diversifié : création de Qwant Music†, Qwant Junior, Qwant Map† ou Qwant Causes†.
Éric Léandri intervient aussi régulièrement dans le débat public concernant les nouvelles technologies et l'utilisation commerciale des données par les GAFAM,,. Il est président du lobby Open Internet Project qui fait condamner Google pour abus de position dominante à 2,6 milliards d'euros d'amende pour Google Shopping et 4,2 milliards d'euros pour Android.
En 2015, il critique le vote du parlement sur la loi sur le renseignement.
En 2019 il exprime le souhait d’ajouter la langue Corse parmi les langues utilisées par Qwant.

## Parcours professionnel

### Qwant
En 2011, il co-fonde à Nice Qwant, présenté comme un moteur de recherche plus respectueux de la vie privée. En 2018, il inaugure son nouveau siège social en présence de Bruno Le Maire et Mounir Mahjoubi. En 2020, Éric Léandri quitte Qwant sous la pression des actionnaires qui confient alors la direction à Jean-Claude Ghinozzi.

### Sécurité
Début 2020, Éric Léandri crée Altrnativ une société spécialisée dans la cybersécurité. Fin 2022, une enquête journalistique accuse Altrnativ de cybersurveillance, via OSINT, de sympathisants de l'association ATTAC, dont l'eurodéputée Manon Aubry, ou des syndicalistes et employés de la société Lesieur. Ces informations sont contestées par Eric Léandri.
Altrnativ.radio, entité appartenant au groupe Altrnativ, propose aussi un service de cartographie du ciel et de l’espace, et a pour premier client l'armée de l'air.
En 2025 alors qu'il est installé à Abu Dhabi, il rachète la société messine Two-I en difficulté financière qui est spécialisée dans l'analyse des vidéos de surveillance,.

## Controverses et procédures

### Enquête Mediapart
En juillet 2019, Mediapart publie une enquête révélant qu'Eric Léandri a fait l'objet d'un mandat d'arrêt européen de 2011 à 2015, après une condamnation par un tribunal belge pour "recel d'effets de commerce volés", visant des faits commis entre 2005 et 2006,. Le jugement établit qu'Eric Léandri a fait partie de ce que la justice belge qualifie d'organisation criminelle avec des ramifications internationales qui utilisait de nombreux intermédiaires".
Depuis l’été 2019, sa direction est fragilisée à la suite de plusieurs enquêtes de presse,. Le 15 janvier 2020, le directeur général adjoint de la société, Jean-Claude Ghinozzi, le remplace à la tête de la société. Éric Léandri reste actionnaire et n’a plus qu’un rôle consultatif en tant que président du conseil scientifique et stratégique de Qwant.
Le 23 septembre 2019, NextInpact publie une enquête  dans laquelle il est rapporté que toutes les personnes avec qui le journaliste a eu un échange se sont plaintes qu'Éric Léandri ne "gueulait" pas, mais "hurlait". NextInpact publie le témoignage suivant : "« Je ne dis pas qu'il gueule : il hurle, faut le vivre pour le comprendre, ça fait peur. Quand il était là, il faisait au moins une colère par jour : des hurlements, une impossibilité donnée à son interlocuteur de dire quoi que ce soit, et d'une vulgarité impressionnante (pas grossier, mais "t'es vraiment trop con, tu fais de la merde, tu ne me sers à rien") » – sic.". Un délégué du personnel fait quant à lui savoir qu' « Éric a un sacré caractère, et il peut se montrer impressionnant. Parfois, on a l’impression qu’il hurle en réunion, alors qu’en fait il a la voix qui porte, mais de là à dire qu’il gueule : non. ».
Éric Léandri est cité à comparaître le 13 octobre 2021 devant le tribunal correctionnel de Paris pour violation du secret des correspondances. Il est accusé par son ancien associé Jean-Manuel Rozan d'avoir « visité et contrôlé » sa boite mail en décembre 2019. Le tribunal judiciaire de Paris le condamne à 5 000 euros d'amende et 1 500 euros de dommages et intérêts. Il fait appel de la décision. Le 7 mars 2025, la cour d'appel de Paris le relaxe des accusations d'atteinte au secret de la correspondance.
En décembre 2022, le site Politico publie une enquête relative aux activités d’intelligence économique de sa nouvelle société Altrnativ (anciennement Qwant Med, SIREN 838 463 537), témoignant d'activités peu respectueuses de la vie privéedu fait d’une de ses activités qui est la collecte et le traitement de données. Les résultats de l'enquête de Politico révèlent, entre autres, le fichage de candidats selon leurs opinions politiques et leurs convictions religieuses pour Dassault Aviation, ou bien encore  l'identification d'amis et de la famille d'un journaliste pour Naval Group.